# Курбатов, Константин Иванович
Курбатов, Константин Иванович (8 мая 1926, Бердянск, Запорожская область, УССР СССР — июль 2008, Санкт-Петербург) — русский советский писатель, журналист. Жил и работал в Ленинграде (Санкт-Петербурге).

## Биография
Родился в городе Бердянске Запорожской области Украины. С 1927 жил в Ленинграде. Отец — инженер, мать — домохозяйка. Занимался рисованием и скульптурой во Дворце пионеров. В 1940 поступил в Среднехудожественную школу при Академии художеств на скульптурное отделение. В 1941 уехал с родителями в эвакуацию в Казань. В 1943 был призван на фронт. Окончил военное училище, получив специальность морского летчика. После окончания войны служил офицером в ВМФ на острове Ягодник, затем работал военным журналистом.
В 1963 году окончил факультет журналистики ЛГУ.
Печатается с 1965 года.
Работал в редакции журнала «Нева» и газете «Ленинградская правда». Член СП СССР.

## Сочинения
- Пропагандист — организатор, воспитатель и наставник. М., 1961
- Лёха-адмирал. Архангельск, 1968
- Волшебная гайка. Л., Детская литература, 1969
- «Пророк из 8 „б“, или Вчера ошибок не будет». Л., Детская литература, 1974 (единственное обращение Курбатова к фантастике).
- «Чуть-чуть считается» (повесть) Л., Детская литература, 1975—192 с. (недоступная ссылка)
- «Волшебная гайка» (рассказ) М., Детская литература, 1978
- «Тимкины крылья» (повесть) М., 1969, 1971, 1972
- Тимкины крылья. Л., 1976[4]
- «Я хочу в космос» (книжка-картинка, для дошк. возраста) Л., Детская литература, 1980
- «Перочинный ножик» (рассказ о К. Марксе, для дошк. возраста) М., Малыш, 1985
- «Мы не жадины» (для дошк. возраста) М., Малыш, 1984, 1986.
- «Еретик Жоффруа Валле» (роман) Л., Детская литература, 1987; — 208 с.
- «Полковник в отставке» (повести) Л., Лениздат, 1987. — 288 с.
- Еретик Жоффруа Валле. М., Просвещение, 2008